# Rheithrosciurus macrotis
Lo scoiattolo terricolo dal ciuffo (Rheithrosciurus macrotis Gray, 1856), unica specie del genere Rheithrosciurus Gray, 1867, è uno scoiattolo arboricolo endemico del Borneo.
La posizione tassonomica di questo scoiattolo è alquanto controversa, poiché, diversamente dagli altri rappresentanti della sottofamiglia degli Sciurini, ha cranio largo e piatto. Inoltre, presenta una serie di 7-10 fessure sugli incisivi, caratteristica unica tra tutti gli scoiattoli. Malgrado queste caratteristiche, quasi tutti gli studiosi concordano nel classificarlo tra gli Sciurini; anzi, è l'unico Sciurino della regione orientale, una zona del globo in cui tutti gli scoiattoli arboricoli appartengono alle sottofamiglie dei Callosciurini e dei Ratufini.

## Descrizione
Lo scoiattolo terricolo dal ciuffo è uno scoiattolo piuttosto grande: misura circa 70 cm, dei quali 30 spettanti alla coda. La regione dorsale è bruno-rossastra. Su ogni fianco corrono due strisce longitudinali, una bianca, l'altra marrone scuro. La faccia è grigia, la regione ventrale biancastra. La coda è molto folta.

## Distribuzione e habitat
Questa specie abita nelle foreste pluviali tropicali del Borneo; manca solamente nelle regioni settentrionali e sud-orientali dell'isola, mentre è molto più numeroso in quelle centrali.

## Biologia
Nelle foreste in cui abita, questo scoiattolo si muove solitamente a terra, sebbene sia in grado di arrampicarsi molto bene. Si nutre prevalentemente di frutti caduti, che mangia seduto in posizione verticale.

## Conservazione
Malgrado la vastità del suo areale, questa specie non è molto comune, e la caccia e la deforestazione potrebbero pian piano portarla all'estinzione. Per questo motivo, la IUCN la inserisce tra le specie vulnerabili.